# Tipulodina tinctipes
Tipulodina tinctipes är en tvåvingeart som först beskrevs av Edwards 1925.  Tipulodina tinctipes ingår i släktet Tipulodina och familjen storharkrankar. Inga underarter finns listade i Catalogue of Life.